# 龍谷総合学園
龍谷総合学園（りゅうこくそうごうがくえん）は、西本願寺系列の学校法人が構成する学校群である。

## 概要
教育機関のグループで、加盟法人数と加盟教育機関数ともに日本最多である。龍谷総合学園は法人名称ではなくグループの総称で、実質的に龍谷大学を頂点とする組織である。
ほかに、浄土真宗本願寺派の末寺に幼稚園の運営母体として学校法人を有するところもあり、これら西本願寺の幼稚園、保育園、認定こども園の連絡組織として「浄土真宗本願寺派保育連盟」がある。

## 沿革
- 1995年（平成7年） - 発足。
- 2010年（平成22年） - 学校法人進徳学園 進徳女子高等学校が加盟して、西本願寺系列の全学校が加盟した[1]。

## 加盟法人・学校一覧
2011年現在、27の学校法人と71の学校が加盟する。

### 北海道地方

#### 北海道
- 学校法人旭川龍谷学園
  - 旭川龍谷高等学校

- 学校法人札幌龍谷学園
  - 札幌龍谷学園高等学校

- 学校法人北海道龍谷学園
  - 小樽双葉高等学校

### 関東地方

#### 東京都
- 学校法人武蔵野大学
  - 武蔵野大学
  - 武蔵野大学中学校・高等学校
  - 千代田国際中学校・武蔵野大学附属千代田高等学院
  - 武蔵野大学附属幼稚園

#### 千葉県
- 学校法人平田学園
  - 国府台女子学院小学部・中学部・高等部

### 中部地方

#### 富山県
- 学校法人藤園学園
  - 龍谷富山高等学校
  - 藤園幼稚園
  - 藤園南幼稚園

- 学校法人清光学園
  - 高岡龍谷高等学校
  - ひかり幼稚園

#### 石川県
- 学校法人藤花学園（wikidata）
  - 金沢龍谷高等学校・中等部
  - 藤花幼稚園

#### 福井県
- 学校法人北陸学園
  - 北陸中学校・高等学校

#### 岐阜県
- 学校法人聖徳学園
  - 岐阜聖徳学園大学
  - 岐阜聖徳学園大学短期大学部
  - 岐阜聖徳学園高等学校
  - 岐阜聖徳学園大学附属中学校
  - 岐阜聖徳学園大学附属小学校
  - 岐阜聖徳学園大学附属幼稚園

### 近畿地方

#### 京都府
- 学校法人龍谷大学
  - 龍谷大学
  - 龍谷大学短期大学部
  - 龍谷大学付属平安中学校・高等学校

- 学校法人京都女子学園
  - 京都女子大学
  - 京都女子大学短期大学部
  - 京都女子中学校・高等学校
  - 京都女子大学附属小学校
  - 京都幼稚園

#### 大阪府
- 学校法人相愛学園
  - 相愛大学
  - 相愛女子短期大学（相愛大学への改組で2008年7月31日に廃止）
  - 相愛中学校・高等学校

#### 兵庫県
- 学校法人成徳学園
  - 神戸龍谷中学校・高等学校

- 学校法人睦学園
  - 兵庫大学
  - 兵庫大学短期大学部
  - 兵庫大学附属須磨ノ浦高等学校
  - 神戸国際中学校・高等学校
  - 兵庫大学附属須磨幼稚園
  - 兵庫大学附属加古川幼稚園

### 中国地方

#### 岡山県
- 学校法人淳和学園
  - 岡山龍谷高等学校
  - 蒼明学院中等部

#### 広島県
- 学校法人崇徳学園
  - 崇徳中学校・高等学校

- 学校法人見真学園
  - 広島音楽高等学校
  - 見真幼稚園

- 学校法人進徳学園
  - 進徳女子高等学校

### 九州地方

#### 福岡県
- 学校法人鎮西敬愛学園
  - 敬愛中学校・高等学校
  - 敬愛小学校
  - 敬愛幼稚園

- 学校法人筑紫女学園
  - 筑紫女学園大学
  - 筑紫女学園大学短期大学部
  - 筑紫女学園中学校・高等学校
  - 筑紫女学園大学短期大学部附属幼稚園

#### 大分県
- 学校法人扇城学園
  - 東九州短期大学
  - 東九州龍谷高等学校
  - 東九州短期大学附属幼稚園

#### 佐賀県
- 学校法人佐賀龍谷学園
  - 九州龍谷短期大学
  - 龍谷中学校・高等学校
  - 九州龍谷短期大学附属龍谷幼稚園

- 学校法人伊万里学園
  - 敬徳高等学校

### その他

#### アメリカ合衆国
- パシフィック・ブディスト・アカデミー